# Meister von 1540

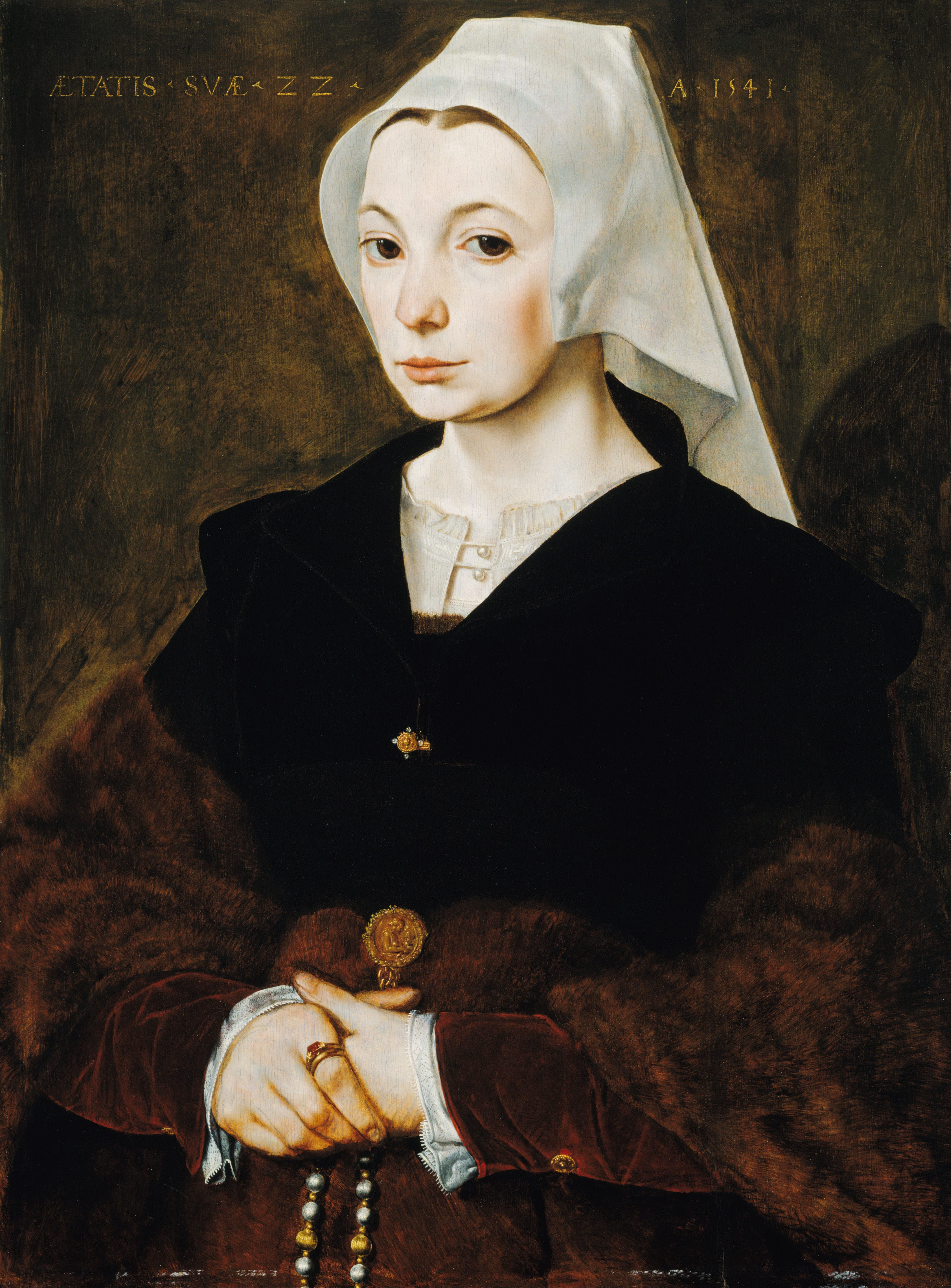
Meister der vierziger Jahre: Porträt einer jungen Dame (Elisabeth Heyndericx). Öl auf Eichenholz, ca. 1541, Art Gallery of New South Wales

Als Meister von 1540 oder Meister der vierziger Jahre (englisch Master of 1540s) wird ein niederländischer Porträtmaler des 16. Jahrhunderts bezeichnet. Er schuf eine größere  Zahl von Darstellungen wohlhabender Bürger, in denen sich wachsendes Selbstbewusstsein, politische Unabhängigkeit und steigender Wohlstand von weltlichen Stadtbewohnern am Ausgang des Spätmittelalters und Übergang zur Neuzeit erkennen lassen.

## Namensgebung
Dem namentlich nicht bekannten Meister von 1540 werden mehr als dreißig Porträts von wohlhabenden führenden Bürgern z. B. aus Antwerpen zugeschrieben. Diese zwischen 1541 und 1547 entstandenen Gemälde geben dem Künstler seinen Notnamen. Neben diesem niederländischen „Meister von 1540“ wird auch ein „Norddeutscher Meister von 1540“ erwähnt, der ebenfalls Porträts anfertigte.

## Identifizierung und Interpretation der Porträts
Einige Gemälde des Meisters von 1540 sind auf Vorder- und manchmal Rückseite mit Jahreszahlen versehen, es werden teilweise Wappen der dargestellten Personen auf der Rückseite angegeben, was dann in einigen Fällen die sichere Identifikation der gemalten Personen ermöglicht.
Die Bilder sind meist Halbfiguren vor einem monochromen Hintergrund. Dezente Symbole wie z. B. ein Handschuh als Zeichen einer auch bürgerlichen Eleganz bei den Männern oder bei Frauen ein kleiner Hund als Zeichen der Treue oder ein Rosenkranz als Zeichen des Glaubens sind in die Hand der Porträtierten gegeben. Die Kleidung stellte weiter den Wohlstand der Auftraggeber dar. Die Bilder stellen ein aufstrebendes oder bereits etabliertes Bürgertums gekonnt dar.
Porträts bilden manchmal ein Diptychon. Bekannte Bilder sind z. B. die zwei Porträts vom Gillebert van Schoonbeke und seiner Frau Elisabeth Heyndericx im Antwerpener Museum der Schönen Künste.

## Künstlerische Einordnung
Der Meister von 1540 ist ein Zeitgenosse von Anthonis Mor und Ambrosius Benson. Sein Werk zeigt einige, manchmal auch als groß eingestufte, handwerkliche Fertigkeit. Wegen typischer Malweise und Format der Bilder sowie der Vorbereitung seiner Arbeiten lassen sich andere unsignierte Porträts aus der gleichen Epoche vom Werk des Meisters abgrenzen, auch wenn der genaue Werkkatalog des Meisters noch nicht feststeht.